# Олімпік (Донецьк)
«Олі́мпік» — український футбольний клуб із міста Донецька. Із 2014 року виступав у Прем'єр-лізі чемпіонату України. Заснований у 2001 році на основі Донецького обласного фонду розвитку футболу. Клуб — один із небагатьох в Україні, де президент (Владислав Гельзін) був польовим гравцем, деколи грав в офіційних іграх.
У 2021 році знявся з УПЛ та перейшов до першої ліги.

## Історія

### Заснування клубу
Футбольний клуб «Олімпік», як і однойменний благодійний фонд, утворені в серпні 2001 року. Засновниками клубу були президент Владислав Гельзін і голова наглядової Ради Михайло Ляшко.
У 2003 році команда юнаків «Олімпіка» 17—18 років стала чемпіоном області серед колективів фізичної культури. Наступного сезону прийшов успіх національного масштабу. Юнаки 1988 року народження потрапили у фінальну частину чемпіонату України.

### Виступи у Другій лізі: 2004—2012
Успіхи юнаків дозволили заявити команду на змагання серед професійних колективів. Так, у сезоні 2004—2005 «Олімпік» стартував у Другій лізі Чемпіонату України. У першій зустрічі на новому рівні «Олімпіку» протистояла сєвєродонецька «Блискавка». Донеччанам вдалося свій перший гол в офіційних зустрічах (відзначився нинішній тренер Роман Санжар). Хоча першу гру «Олімпік» програв 1:4. Щоправда, команді вдалось закріпитись у середині таблиці і поступово зміцнювати свої позиції. На сьомому році виступів у Другій лізі, в сезоні 2011—2012, на чолі з головним тренером Ігорем Петровим, «Олімпік», обігравши у 21-му турі першості Другої ліги, групи Б з рахунком 4:2 кременчуцький «Кремінь», достроково добув «путівку» в Першу лігу.

### Виступи у Першій лізі: 2012—2014
У Першій лізі клуб одразу став «своїм». До успішного 2014 року «Олімпіку» вистачило трьох сезонів. 2014 рік став історичним для команди. За три тури до завершення чемпіонату підопічні Романа Санжара достроково завойовують золоті медалі Першої ліги і здобувають путівку в елітний дивізіон.

### Елітний дивізіон: з 2014
26 липня в Одесі «Олімпік» зіграв перший матч у Прем'єр-лізі чемпіонату України з футболу проти місцевого «Чорноморця». А потім одразу закріпився у Прем'єр-лізі. У кубку дійшов до півфіналу. Протягом дебютного сезону йшов навіть у єврокубковій зоні, але завершив на 8 позиції, з 26-а очками.
У наступному сезоні донецький клуб фінішував на 9 позиції. У кубку команда дійшла до 1/8 фіналу.
Клуб неодноразово ставав фігурантом справ про договірні матчі. 2 вересня 2015 року КДК ФФУ визнав матчі молодіжної першості (U-21) «Карпати» — «Олімпік» і «Олімпік» — «Динамо» в сезоні 2014/15 такими, що відбулися із вчиненням дій з маніпулювання результатом матчу. ФК «Олімпік» мав бути позбавлений шести турнірних очок у чемпіонаті України з футболу серед команд молодіжної першості (U-21) сезону 2015/2016 рр., однак ці санкції не були застосовані (відповідно до таблиці на офіційному сайті Прем'єр-ліги) Комітет з етики і чесної гри ФФУ також передав до КДК матеріали про матч Прем'єр-ліги «Олімпік» — «Металіст» (17.05.2015) і матч чемпіонату U-21 «Карпати» — «Олімпік» (26.11.2015).

## Бюджет
У березні 2021 року президент клубу Владислав Гельзін заявив, що бюджет «Олімпіка» становить близько 2,5 мільйона доларів.

## Емблеми клубу

2001—2019 рр.
з 2019 р.

## Відомі футболісти
- Владислав Гельзін
- Ігор Левченко
- Сергій Яворський
- Сергій Гаращенков
- Ілля Михальов
- Дмитро Хомченовський
- Сергій Артюх
- Дмитро Гречишкін

## Досягнення
- Друга ліга України
  -  Переможець (1): 2010-11
- Перша ліга України
  -  Переможець (1): 2013-14
- Кубок України
  - Півфіналіст: 2014-15
- Меморіал Олега Макарова
  -  Переможець (1): 2016
  - Півфіналіст (1): 2015

## Статистика
| Сезон     | Ліга         | Місце   | І  | В  | Н  | П  | ГЗ | ГП | О  | Кубок України  | Єврокубки          | Примітки   |
| --------- | ------------ | ------- | -- | -- | -- | -- | -- | -- | -- | -------------- | ------------------ | ---------- |
| 2004–2005 | Друга «В»    | 11 з 15 | 28 | 8  | 3  | 17 | 33 | 54 | 27 | Не брав участі | Не брав участі     |            |
| 2005–2006 | Друга «В»    | 5 з 13  | 24 | 13 | 2  | 9  | 42 | 28 | 41 | 1/32 фіналу    | Не брав участі     |            |
| 2006–2007 | Друга «Б»    | 10 з 16 | 28 | 8  | 8  | 12 | 35 | 41 | 32 | 1/16 фіналу    | Не брав участі     |            |
| 2007–2008 | Друга «Б»    | 6 з 18  | 34 | 19 | 6  | 9  | 66 | 41 | 63 | 1/16 фіналу    | Не брав участі     |            |
| 2008–2009 | Друга «Б»    | 6 з 18  | 34 | 16 | 9  | 9  | 55 | 32 | 57 | 1/32 фіналу    | Не брав участі     |            |
| 2009–2010 | Друга «Б»    | 5 з 14  | 26 | 15 | 4  | 7  | 45 | 28 | 49 | 1/64 фіналу    | Не брав участі     |            |
| 2010–2011 | Друга «Б»    | 1 з 12  | 22 | 17 | 2  | 3  | 45 | 15 | 53 | 1/32 фіналу    | Не брав участі     | Підвищення |
| 2011–2012 | Перша        | 12 з 18 | 34 | 11 | 7  | 16 | 38 | 44 | 40 | 1/32 фіналу    | Не брав участі     |            |
| 2012–2013 | Перша        | 11 з 18 | 34 | 15 | 4  | 15 | 34 | 37 | 49 | 1/32 фіналу    | Не брав участі     |            |
| 2013–2014 | Перша        | 1 з 16  | 30 | 16 | 7  | 7  | 45 | 33 | 55 | 1/32 фіналу    | Не брав участі     | Підвищення |
| 2014–2015 | Прем'єр-ліга | 8 з 14  | 26 | 7  | 5  | 14 | 24 | 64 | 26 | 1/2 фіналу     | Не брав участі     |            |
| 2015–2016 | Прем'єр-ліга | 9 з 14  | 26 | 6  | 7  | 13 | 23 | 35 | 25 | 1/8 фіналу     | Не брав участі     |            |
| 2016–2017 | Прем'єр-ліга | 4 з 12  | 32 | 11 | 11 | 10 | 33 | 44 | 44 | 1/16 фіналу    | Не брав участі     |            |
| 2017–2018 | Прем'єр-ліга | 9 з 12  | 32 | 9  | 9  | 14 | 29 | 38 | 36 | 1/8 фіналу     | ЛЄ, 3-ій кв. раунд |            |
| 2018–2019 | Прем'єр-ліга | 9 з 12  | 32 | 7  | 13 | 12 | 41 | 48 | 34 | 1/8 фіналу     | Не брав участі     |            |
| 2019–2020 | Прем'єр-ліга | 9 з 12  | 32 | 10 | 6  | 16 | 32 | 47 | 36 | 1/8 фіналу     | Не брав участі     |            |
| 2020–2021 | Прем'єр-ліга | 13 з 14 | 26 | 6  | 4  | 16 | 28 | 48 | 22 | 1/16 фіналу    | Не брав участі     | Пониження  |
| 2021–2022 | Перша        | 11 з 16 | 19 | 7  | 2  | 10 | 19 | 23 | 23 | 1/32 фіналу    | Не брав участі     | Знявся     |

## Дербі
Донецьке дербі з «Шахтарем»
Друге донецьке дербі, після зникнення «Металурга», стало головним протистоянням донецьких клубів. Перший матч команд було зіграно у 2014 році, коли «Олімпік» провів свій дебютний сезон. У цьому матчі Тарас Степаненко забив 1400-й гол «гірників» у Чемпіонаті України. А в наступному році «Шахтар» вже пропустив перші голи від «Олімпіка», авторами яких були Гегам Кадимян і Володимир Лисенко.